# Facit AB
Ne doit pas être confondu avec Facit ou Collagène FACIT.
Facit AB était une entreprise suédoise spécialisée dans la fabrication de machines de bureau, notamment calculatrices mécaniques et machines à écrire. Géant mondial du secteur à la fin des années 1960, elle ne put faire face à l'émergence des technologies électroniques. Ses activités, plusieurs fois revendues et dispersées, ont été définitivement liquidées en 1998.
Au début des années 1900, l'entreprise avait une activité de menuiserie qui fabriquait des meubles, des intérieurs et des carrosseries pour les voitures Volvo et d'autres composants en bois. 
Dans les années 1930, la marque Facit a connu un grand succès sur le marché des calculatrices, ce qui a conduit l'entreprise à acquérir des fabricants suédois tels que Halda et Original-Odhner. À partir des années 1940, les machines de bureau dominent le programme de fabrication. L'entreprise connaît une croissance rapide après la Seconde Guerre mondiale, avec une présence dans plus de 100 pays et des succès dans le monde entier. Au début des années 1970, l'entreprise est confrontée à une grave crise financière en raison du passage à la technologie des machines électroniques et est rachetée par Electrolux en 1972.

## Historique
Facit a été fondée en 1906 sous le nom de AB Åtvidabergs Förenade Industrier, qui fabriquait notamment des meubles de bureau. Theodor Adelswärd a commencé à développer l'industrie de la communauté des moulins et a lancé, entre autres, la première production en Suède de mobilier de bureau spécialement adapté, appelé à l'époque mobilier de bureau américain, ainsi qu'une scierie, une laiterie et l'école de jardinage Adelsnäs. L'entreprise, à l'exception des terres et des forêts de la baronnie, a été regroupée dans la société Åtvidabergs Förenade Industrier. Cette société a fait faillite dès 1922, mais a été reconstruite par la banque Sydsvenska de l'époque. Elof Ericsson est alors nommé PDG et l'entreprise prend le nom de Nya AB Åtvidabergs Industrier, qui deviendra plus tard AB Åtvidabergs Industrier. Dans le même temps, une plus petite entreprise de Solna est rachetée : AB Facit, qui fabrique des machines à calculer.
Dans les années 1930, Åtvidaberg a également fabriqué des carrosseries en bois pour AB Volvo. L'entreprise avait d'abord commencé à fabriquer des roues en bois pour Volvo, mais la production a dû être abandonnée lorsque les jantes en métal se sont imposées sur le marché. La production de carrosseries a également diminué par la suite, lorsque les carrosseries en acier ont pris le dessus. Pour compenser cette situation, Elof Ericsson a fait passer un accord de coopération avec l'entreprise de carrosserie en acier de Volvo à Olofström. Åtvidabergs Industrier a également fabriqué des pièces pour General Motors. Elof Ericsson a également conclu des accords de cartel avec d'autres fabricants suédois de parquets afin de maintenir les prix à un niveau élevé. Åtvidabergs était l'un des principaux fabricants suédois, mais les ventes de parquet ont baissé lorsque le linoleum est devenu populaire. Åtvidabergs a également perdu des parts de marché dans le domaine du mobilier de bureau lorsque les armoires en bois ont été remplacées par des armoires métalliques.
En 1939, l'entreprise expose ses meubles de bureau à l'Exposition universelle de New York en collaboration avec l'architecte Carl-Axel Acking. Elof Ericsson a siégé au conseil d'administration et au comité exécutif de la participation suédoise à l'exposition de New York. Après la Seconde Guerre mondiale, les meubles en bois ont été progressivement abandonnés. Cela est dû en partie à une baisse des commandes de Volvo et d'Electrolux. 

## Le bonhomme Facit
Le bonhomme Facit a servi de mascotte et de symbole de relations publiques pour l'entreprise. Il a été créé en 1948 par Ivan Hammar, responsable des relations publiques et des marques de l'entreprise. L'idée était qu'un symbole de relations publiques relativement humain permettrait d'associer les produits Facit à quelque chose de positif. Le travail de bureau étant souvent perçu comme ennuyeux, ce type de marketing a permis à Facit de se démarquer de ses concurrents de l'époque.
Le bonhomme Facit a été conçu pour ressembler à un magicien, afin de communiquer l'idée que les calculatrices pouvaient trouver la bonne réponse comme par magie. Plus d'un million de figurines Facit ont été produites en Allemagne de l'Ouest pour le compte de Facit. Les grands modèles ont été utilisés lors de diverses foires commerciales et de grands événements promotionnels. La plus petite version a été utilisée comme porte-clés et la taille normale d'environ 40 cm a été utilisée dans de nombreux contextes différents. 

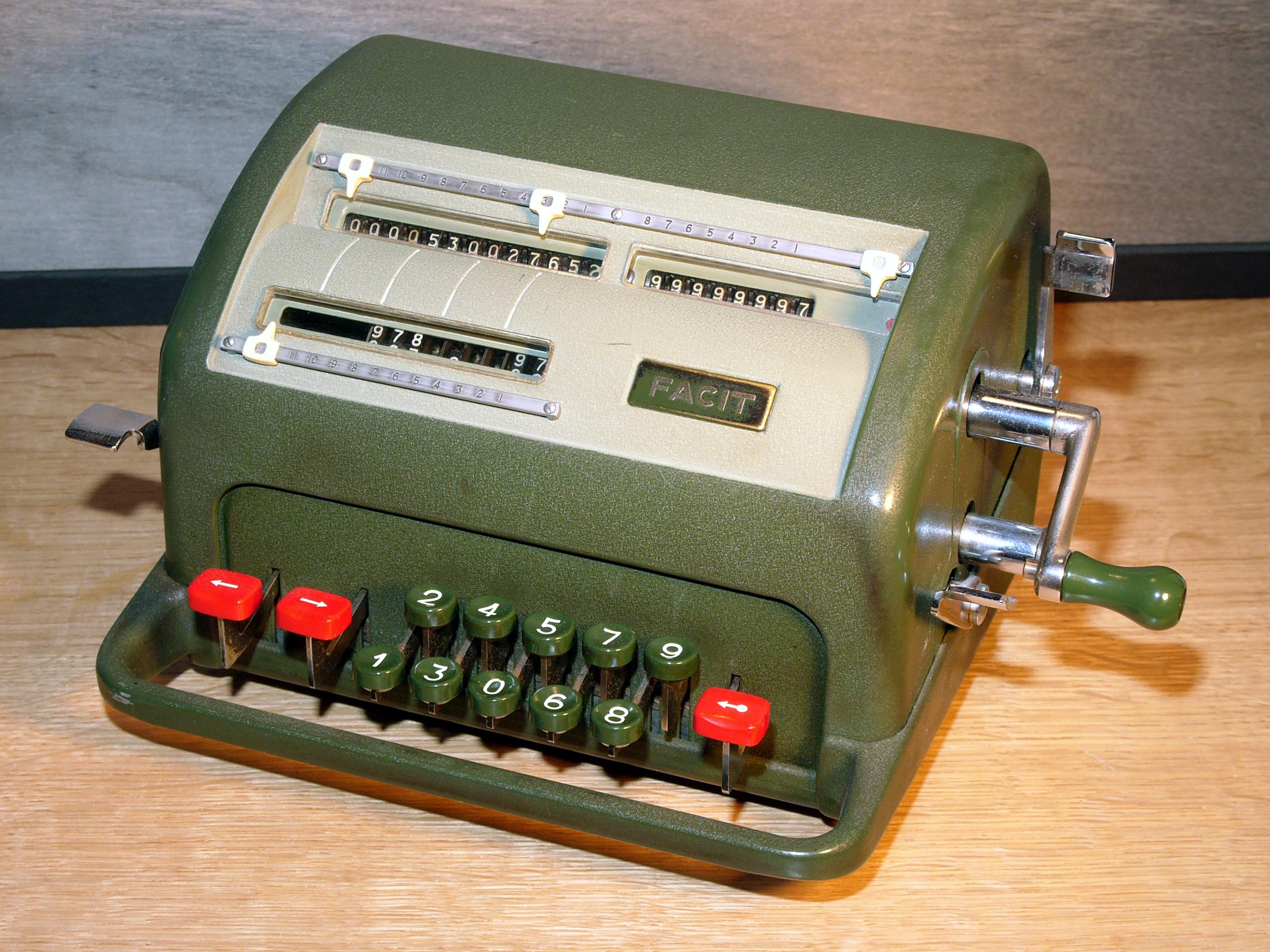
Facit NTK (1954)
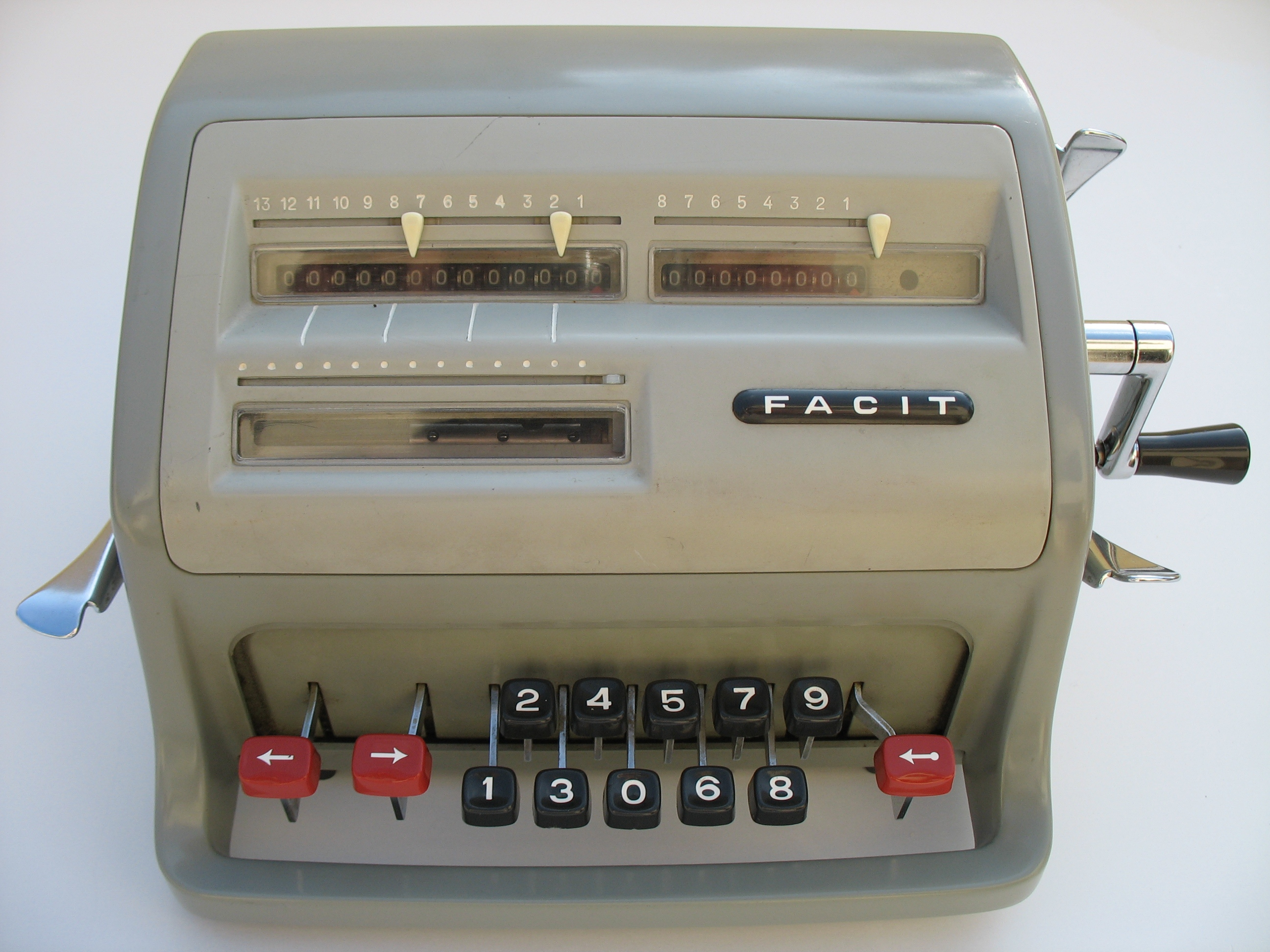
Facit GMBH